# Diecezja Edynburga
Diecezja Edynburga (ang. Diocese of Edinburgh) – diecezja Szkockiego Kościoła Episkopalnego z siedzibą w Edynburgu. Obejmuje 53 parafie, położone w południowo-wschodniej części Szkocji. Na czele diecezji stoi biskup Edynburga, zaś drugim najwyższym dostojnikiem kościelnym jest dziekan tego miasta, którego rola jest zbliżona do archidiakonów w innych Kościołach anglikańskich. Główną świątynią diecezji jest katedra Najświętszej Maryi Panny w Edynburgu.